# Sparnodus
Sparnodus es un género extinto de peces prehistóricos de la familia Sparidae, del orden Perciformes. Este género marino fue descrito científicamente por Agassiz en 1839.

## Especies
Clasificación del género Sparnodus:
- † Sparnodus Agassiz 1839
  - † Sparnodus altivelis Agassiz 1839.
  - † Sparnodus elongatus Agassiz 1839.
  - † Sparnodus eotauricus Bogatshov 1965.
  - † Sparnodus macrophthalmus Agassiz 1839.
  - † Sparnodus micracanthus Agassiz 1839.
  - † Sparnodus ovalis Agassiz 1839.
  - † Sparnodus vulgaris de Blainville 1818.